# Haematopota greniere
Haematopota greniere är en tvåvingeart som beskrevs av Ovazza 1956. Haematopota greniere ingår i släktet Haematopota och familjen bromsar.
Artens utbredningsområde är Etiopien. Inga underarter finns listade i Catalogue of Life.